# United Artists
United Artists Entertainment er et amerikansk filmselskab. Det nuværende United Artists er skabt på ruinerne af det oprindelige og blev til i november 2006 som et partnerskab mellem skuespilleren Tom Cruise, Paula Wagner og Metro–Goldwyn–Mayer Studios Inc., en gren af MGM. Paula Wagner forlod firmaet 14. august 2008.
Det oprindelige United Artists (UA) blev grundlagt som et joint venture-selskab den 5. februar 1919 af fire af datidens store navne i Hollywood: Mary Pickford, Charles Chaplin, Douglas Fairbanks og D. W. Griffith.

## Links
- United Artists i Den Store Danske på Lex.dk